# Henry Knudsen (atlet)
Henry Knudsen (født 1961) er en tidligere dansk atlet. Han var medlem af AGF.
Knudsen satte sin første danske rekord i trespring som 20-årig, 2. august 1981, da han i Edinburgh slog klubkammeraten og fætteren Peder Dalbys nysatte rekord med 17 centimeter til 15,64 og fire dage efter med yderligere 10 centimeter til 15,74. Han var dog kun dansk rekordholder i sammenlagt 13 dage, han mistede rekorden til Dalby, som forbedrede rekorden med to centimeter med et spring på 15,76 ved DM på Østerbro Stadion 15. august. Knudsen har vundet tre danske mesterskaber.

## Danske mesterskaber
- Guld 1983 Trespring 15,55
- Guld 1982 Trespring 15,63
- Bronze 1982 Længdespring 7,01
- Sølv 1981 Trespring 15,61
- Guld 1979 Trespring 15,18